# Joseph Smith Jr.
Joseph Smith Jr. (Sharon, 23 de dezembro de 1805 – Carthage, 27 de junho de 1844) foi um líder religioso americano e o fundador do Mormonismo e do Movimento dos Santos dos Últimos Dias. Publicando o O Livro de Mórmon aos 24 anos, Smith atraiu dezenas de milhares de seguidores até sua morte, quatorze anos depois. A religião que ele fundou é seguida até hoje por milhões de adeptos ao redor do mundo e várias igrejas, a maior das quais é a Igreja de Jesus Cristo dos Santos dos Últimos Dias.
Nascido em Sharon, Vermont, Smith mudou-se com sua família para o oeste de Nova York, após uma série de falhas nas colheitas em 1816. Vivendo em uma área de intenso reavivamento religioso durante o Segundo Grande Despertar, Smith relatou ter experimentado uma série de visões. A primeira delas foi em 1820, quando ele viu "duas personagens" (que ele eventualmente descreveu como Deus o Pai e Jesus Cristo). Em 1823, ele disse que foi visitado por um anjo que o direcionou a um livro enterrado de placas de ouro inscritas com uma história judaico-cristã de uma antiga civilização americana. Em 1830, Smith publicou o Livro de Mórmon, que ele descreveu como uma tradução inglesa dessas placas. No mesmo ano, ele organizou a Igreja de Cristo, chamando-a de uma restauração da Igreja Cristã primitiva. Os membros da igreja foram posteriormente chamados de "Santos dos Últimos Dias" ou "Mórmons".
Em 1831, Smith e seus seguidores se mudaram para o oeste, planejando construir um Sião comunal no coração da América. Eles primeiro se reuniram em Kirtland, Ohio, e estabeleceram um posto avançado em Independence, Missouri, que deveria ser o "lugar central" de Sião. Durante a década de 1830, Smith enviou missionários, publicou revelações e supervisionou a construção do Templo de Kirtland. Devido ao colapso da Sociedade de Segurança de Kirtland, patrocinada pela igreja, a confrontos violentos com não-mórmons do Missouri e a ordem de extermínio dos mórmons, Smith e seus seguidores estabeleceram um novo assentamento em Nauvoo, Illinois, do qual ele era o líder espiritual e político. Em 1844, quando o Nauvoo Expositor criticou o poder de Smith e sua prática da poligamia, Smith e o Conselho Municipal de Nauvoo ordenaram a destruição de sua prensa de impressão, inflamando o sentimento anti-mórmon. Temendo uma invasão de Nauvoo, Smith foi até Carthage, Illinois, para ser julgado, mas foi morto a tiros por uma multidão que invadiu a cadeia.
Durante seu ministério, Smith publicou inúmeros documentos e textos, muitos dos quais ele atribuiu à inspiração divina e revelação de Deus. Ele ditou a maioria desses documentos em primeira pessoa, dizendo que eram escritos de antigos profetas ou expressavam a voz de Deus. Seus seguidores aceitaram seus ensinamentos como proféticos e revelatórios, e vários desses textos foram canonizados por denominações do movimento dos Santos dos Últimos Dias, que continuam a tratá-los como escritura. Os ensinamentos de Smith discutem a natureza de Deus, cosmologia, estruturas familiares, organização política e comunidade e autoridade religiosas. Os mórmons geralmente consideram Smith um profeta comparável a Moisés e Elias. Várias denominações religiosas se identificam como a continuação da igreja que ele organizou, incluindo a Igreja SUD e a Comunidade de Cristo.

## Biografia

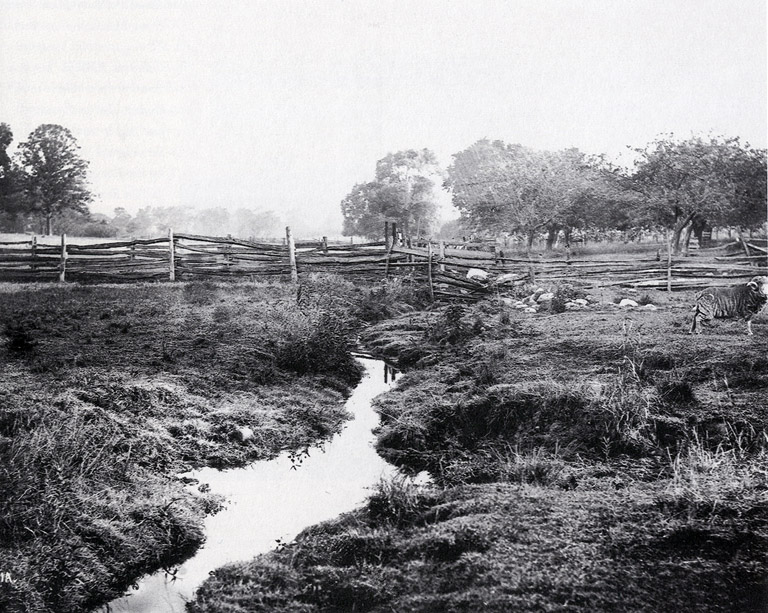
Fazenda da família Smith, em Manchester, estado de Nova Iorque (1907).

Joseph Smith Jr. nasceu em 23 de dezembro de 1805, em Sharon, Vermont. Seus pais eram Joseph Smith Sr. e Lucy Mack Smith, um casal de fazendeiros migrantes. De família numerosa, tinha dez irmãos e irmãs. Viveu sua infância e fazendas nos estados de Nova Iorque, Vermont e New Hampshire. De origem pobre, a família Smith era religiosa e somente alguns de seus membros eram alfabetizados. Entre 1816 e 1817, a família Smith mudou-se para oeste de Nova York, até à vila de Palmyra. A área em que moravam possuía repetidos avivamentos religiosos durante este período. Apesar de nunca ter se tornado membro de uma das igrejas existentes, em sua adolescência, Joseph Smith participou de reuniões de todas as igrejas com sua família, como exemplo a Presbiteriana e a Metodista, onde estudavam a Bíblia.
Convivia com sua família na zona rural de Palmyra, quando movimentos evangélicos levaram a um despertar religioso na região manifestação religiosa conhecida como “O Grande Despertar” (Religious Awakening), o que o levou a sérias reflexões pessoais. Ele desejava saber qual daquelas igrejas era correta. Um dia, leu uma passagem na Bíblia que dizia: “ Se algum de vós tem falta de sabedoria, peça-a a Deus, que a todos dá liberalmente, e o não lança em rosto, e ser-lhe-á dada.” (Tiago 1:5). Joseph decidiu aceitar o convite e perguntar a Deus.
Na primavera de 1820, Joseph foi a um bosque próximo à fazenda onde morava e orou para saber a qual igreja deveria unir-se. Em resposta à sua oração, o Pai Celestial e Seu Filho, Jesus Cristo, lhe apareceram. Joseph escreveu: “Quando a luz pousou sobre mim, vi dois Personagens cujo esplendor e glória desafiam qualquer descrição, pairando no ar, acima de mim. Um deles falou-me, chamando-me pelo nome, e disse, apontando para o outro: — Este é Meu Filho Amado. Ouve-O!” Foi respondido a Joseph que não deveria unir-se a nenhuma das igrejas existentes naquele tempo pois estas estavam todas erradas. E que seus líderes se aproximavam de Deus com a boca mas não com o coração.

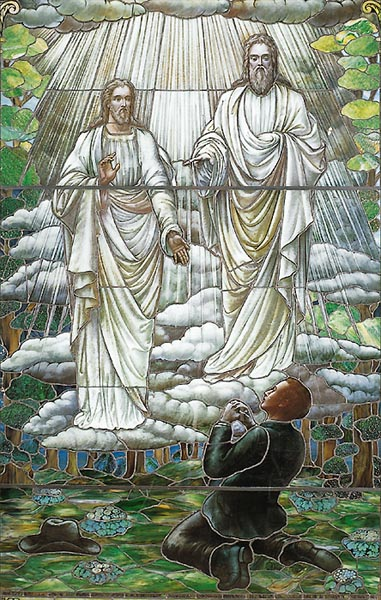
A Primeira Visão - Deus, o Pai, e Jesus Cristo, aparecem ao menino Joseph Smith Jr. na primavera de 1820

Em 1823, Joseph foi visitado por um mensageiro celestial chamado Morôni, que o guiou a um monte, onde mostrou a Joseph, Placas de Ouro, que continham a história de uma antiga civilização vinda de Jerusalém, que estabeleceu-se nas Américas por indicação divina 1827, Joseph teve autorização do mensageiro para retirar as placas, e traduziu-as para o inglês com o auxílio do Urim e Tumim. A obra traduzida recebeu o nome de Livro de Mórmon, por causa de um dos profetas do livro chamado Mórmon (Mórmon 1:1), que foi quem resumiu e organizou todos os registros desde o começo.

### Restauração do Evangelho (1827 - 1830)
Em outubro de 1827, Joseph e Emma Smith, sua esposa, mudaram-se de Palmyra a Harmony (agora Oakland), Pensilvânia, com a ajuda de Martin Harris.
Em 6 de Abril de 1830, Joseph e alguns membros organizaram oficialmente a A Igreja de Jesus Cristo dos Santos dos Últimos Dias. As denominações evangélicas passam a perseguir Joseph e a Igreja. Assim, todos os membros, liderados por Joseph e outros líderes, mudaram-se para Nova Iorque. O primeiro templo é estabelecido em Kirtland, Ohio, em 1836. Apesar da saída dos santos dos últimos dias de Fayette, a perseguição aos religiosos continuou. Sendo assim, novamente os santos dos últimos dias saíram de Ohio e mudaram-se para o Missouri, e depois para Illinois, onde em 1839 surge a comunidade de Nauvoo.
Joseph Smith fundou a cidade de Nauvoo e implementou por revelação moderna, várias leis, como por exemplo, a lei da consagração, onde os membros da recém-restaurada igreja deveriam dispor seus bens ao bispo da Igreja e esses bens eram divididos entre os membros de forma a suprir as necessidades de cada família, assim como era feito na cidade de Sião, de Enoque, segundo a Pérola de Grande Valor. Esse modo de organização econômica deu a eles muita prosperidade e rapidamente a cidade cresceu e todos tinham uma altíssima qualidade de vida.

### Vida em Ohio
Por revelação de Deus, Joseph Smith começou uma revisão da Bíblia em abril de 1831, no qual ele trabalhava esporadicamente até a sua conclusão em 1833. A Igreja crescia à medida que novos conversos chegavam em Kirtland. No verão de 1835 havia quinze congregações para dois mil santos que viviam nos arredores de Kirtland. Joseph Smith deu a Oliver Cowdery a responsabilidade de pregar o evangelho aos indígenas que viviam na região. Após a sua missão,  Oliver Cowdery enviou uma carta dizendo que havia encontrado o local para a Nova Jerusalém no Condado de Jackson, Missouri. Depois de ter visitado o local, em julho de 1831, Joseph Smith concordou e pronunciou ao Conselho que aquele deveria ser o lugar central de Sião. Joseph Smith continuou a viver em Ohio, mas visitou o Missouri novamente no início de 1832, a fim de edificar os santos, incluindo Cowdery, que acreditava que Sião estava sendo negligenciada. A sua viagem foi acelerada por um grupo de moradores liderados por ex-santos, que indignaram-se com a Ordem Unida e o poder político de Joseph Smith. A multidão agrediu ferozmente Joseph Smith e Rigdon, que foram cobertos de piche e penas de aves. 

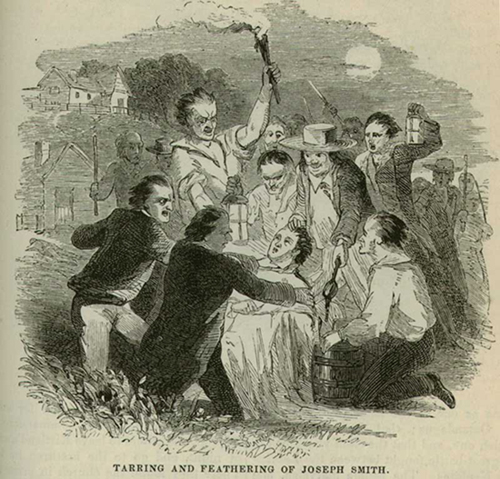
Em 1832, uma multidão agrediu ferozmente Joseph Smith Jr. e Sidney Rigdon, quem foram cobertos de piche e penas de ave.

Muitos dos não-membros que viviam na região do condado de Jackson ressentiam os recém-chegados por razões políticas e religiosas, temendo uma dominação da região por parte dos santos. Muitos ataques contra santos dos últimos dias começaram em julho de 1833. Joseph Smith aconselhou os membros a agirem pacientemente e suportar as opiniões contrárias. No entanto, uma vez que os ataques começaram a se agravar, muitos santos começaram a se defender, muitas vezes reagindo aos ataques. Porém, muitos deles foram brutalmente expulsos do condado. Joseph Smith reuniu todos os santos expulsos do condado e voltaram para o Missouri, em uma expedição paramilitar, mais tarde chamado de Acampamento de Sião. Quando o campo se encontrava em desvantagem numérica, Smith retirou-se e recebeu uma revelação divina de que agora não era o tempo para construir a Nova Jerusalém e deram continuidade a construção do Templo de Kirtland.
Joseph organiza todas as revelações em um Livro de Escritura, hoje conhecido como Doutrina e Convênios. Joseph também traduziu um papiro antigo que fora comprado por um pesquisador e historiador, que mais tarde seria publicado como o Livro de Abraão. O Santos construíram o Templo de Kirtland a grande custo, e na dedicação do templo, em março de 1836, eles participaram da doação profetizada, várias visões, visitas de anjos e outras experiências espirituais sagradas. Durante o período 1834-1837, os santos viveram em paz nos Estados Unidos.
Em 1839 a perseguição na região de Ohio aumentou e eles foram expulsos para o Missouri. Perdendo a posse do Templo recentemente construído com tanta luta e sacrifício.

### Vida no Missouri
Depois de deixar o Condado de Jackson, no Missouri, o Santos fundaram a cidade de Far West. Também foi iniciada a construção de um novo templo. Durante esta época, milhares de santos dos últimos dias foram guiados por Joseph Smith e Sidney Rigdon para Far West. Porém, a grande maioria dos que seguiram Joseph foram expulsos da região por nativos não-membros e de outras religiões.
Em 4 de julho, Sidney Rigdon produziu um discurso questionando as ações dos anti-mórmons. Esse discurso foi publicado em diversos jornais de Missouri. Em contra-ataque, muitos anti-mórmons de todo o país se uniram para ataca-los, turbas armadas mataram cerca de 40 santos, incluindo crianças, no Massacre de Haun's Mill, efetivamente acabando com os conflitos.
Em 1 de novembro de 1838, os santos dos últimos dias, incluindo Joseph Smith Jr., se renderam aos 2500 soldados do Missouri, e concordaram em perder suas propriedades e deixar o estado. Joseph Smith foi submetido a corte marcial e quase executado por um júri de anti-mórmons sendo acusado de traição. Porém, Alexander Doniphan, um advogado membro da Igreja, salvou a vida de Joseph, provando que ele era inocente. Smith foi enviado a um tribunal do Missouri para uma audiência preliminar, onde vários de seus antigos aliados, incluindo o Danita comandante Sampson Avard, viraram-se contra ele. Smith e outros cinco membros, incluindo Sidney Rigdon, foram acusados injustamente de "atos de traição evidente", e transferidos para a cadeia de Liberty, na região noroeste do Missouri, para aguardar julgamento.

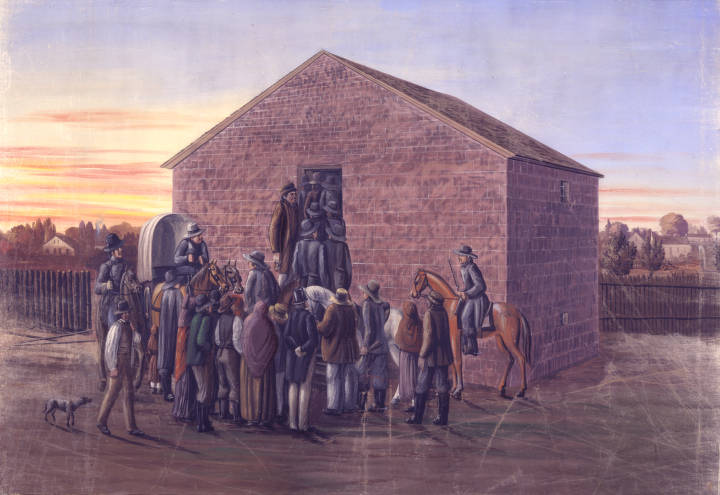
Joseph Smith Jr. viveu quatro meses na cadeia de Liberty

Joseph Smith Jr. e Sidney Rigdon viveram presos por quatro meses. Brigham Young levantou-se em destaque como defensor de Smith. Sob a liderança de Young, cerca de 14 000 jovens Santos dos Últimos Dias viajaram até ao Illinois em busca de terras à venda. Joseph Smith passou grande parte de seu tempo na cadeia de Liberty escrevendo textos e declarações aos santos dos últimos dias, que mais tarde vieram a se tornar novas seções de Doutrina e Convênios.
Em 6 de abril de 1839, a caminho de uma prisão diferente após a audição do júri, eles foram liberados da pena. E mais tarde a justiça dos Estados Unidos pediu desculpas formais pela pena injustamente imposta sobre eles.

### Vida em Nauvoo, Illinois
Ao contrário do Missouri, Joseph Smith e os santos foram, inicialmente, bem recebidos em Illinois.  Joseph Smith Jr. e os santos ocuparam uma região pantanosa do estado e fundaram a cidade de Nauvoo. A imagem que a população de Illinois tinha dos santos dos últimos dias era a de um povo trabalhador e muito determinado em servir a Deus. Smith pediu ao governo federal para ajudar na obtenção de reparações. Durante uma epidemia de malária, Joseph Smith e os Apóstolos ungiram os doentes com óleo e os abençoaram, e muitos milagres e curas foram relatados. Foi vivendo no Illinois que ele enviou Brigham Young e outros membros do Quórum dos Doze Apóstolos para missões na Europa. Estes missionários encontraram muitos justos dispostos na Grã-Bretanha, iniciando o crescimento da Igreja pelo mundo.
Joseph Smith, com o apoio do Quórum dos Doze, anunciou sua candidatura própria para Presidente dos Estados Unidos. O Quórum dos Doze Apóstolos e milhares de outros missionários membros e não-membros apoiaram com alegria a candidatura política de Joseph Smith. Em março de 1844, na sequência de uma disputa com um burocrata, joseph Smith organizou o "Primeiro Quórum dos Setenta", que tinham o chamado para pregar o evangelho a todo o país.

### Dissidência em Nauvoo
Devido a várias acusações infundadas, Joseph Smith e seus companheiros mais próximos acabaram presos. Em 24 de junho de 1844, Joseph e seu irmão, Hyrum Smith, foram levados para a cadeia de Carthage, acusados injustamente de fraude. Claramente, Joseph Smith havia conquistado uma grande influência positiva não só entre os santos dos últimos dias, e devido a esse fato, pretendia lançar-se candidato à Presidência dos Estados Unidos. Historiadores acreditam que esse fato tenha contribuído para o martírio de Joseph Smith Jr. e seu irmão Hyrum Smith em 27 de junho de 1844. Para os membros da Igreja, assim como os profetas do Velho Testamento, o próprio Cristo e seus Apóstolos, também foram martirizados por defenderem a Deus, e com Joseph, não deveria ser diferente.

### Morte

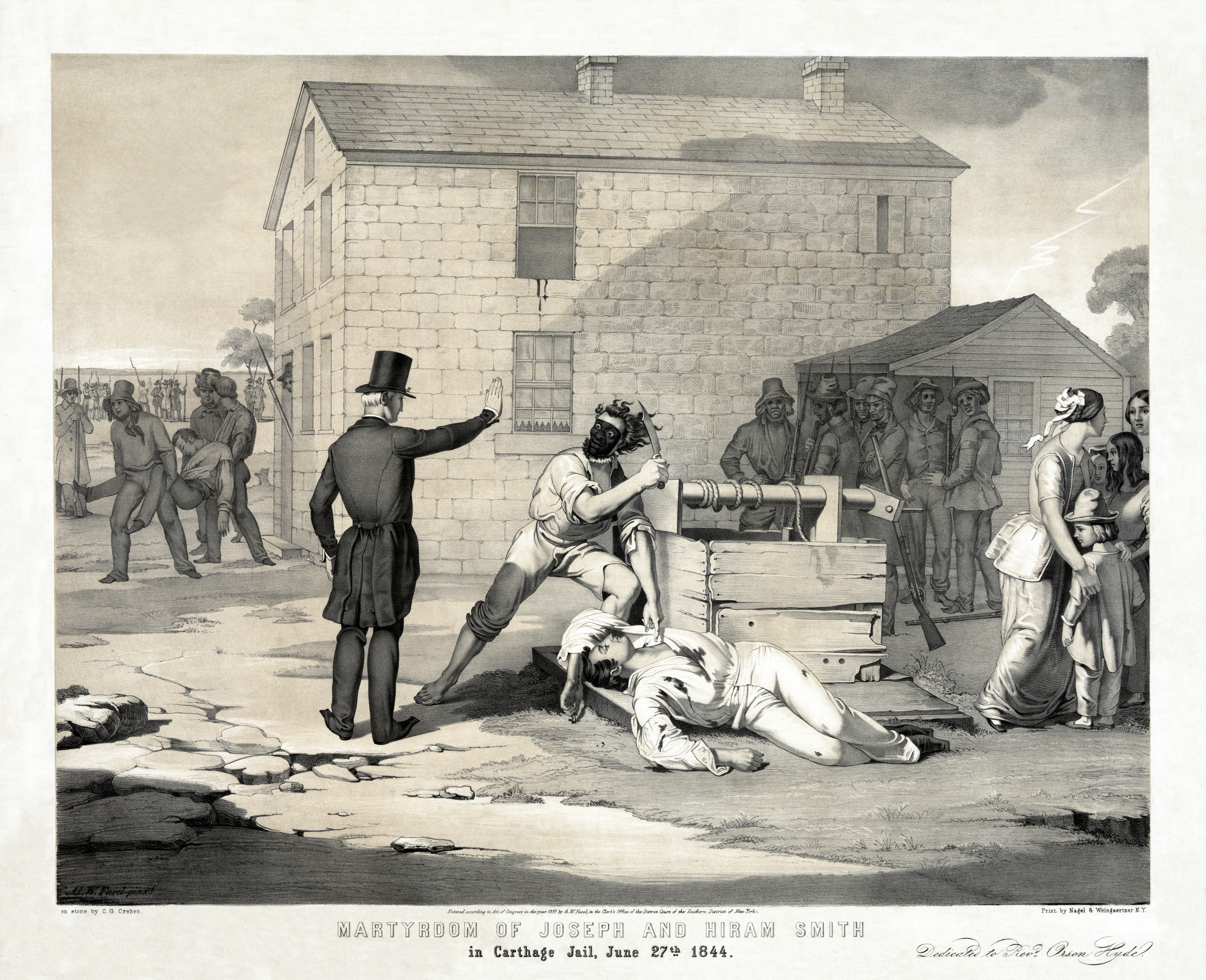
O assassinato de Joseph Smith Jr. e Hyrum Smith

Na primavera de 1844 um desentendimento  se desenvolveu entre Joseph Smith e alguns de seus amigos mais próximos, mais notavelmente em William Law e Robert Foster, um general da Legião Nauvoo. William Law e Robert Foster discordaram sobre assuntos financeiros com Joseph Smith. E como gerenciar a economia de Nauvoo. Após a organização dos dissidentes, Joseph Smith excomungou-os em 18 de abril de 1844. Os dissidentes, agora anti-mórmons, formaram uma Igreja própria e, no mês seguinte, Smith enfrentou a justiça do Illinois sendo acusado de fraude bancária. Após os anti-mórmons publicarem um novo jornal que tinha como título "auto-composição monarca", o Conselho da Igreja decidiu não processar os dissidentes e manter a situação mais amena.
Agora em 7 de junho, os dissidentes propuseram mudanças dentro da igreja. O jornal criado pelos dissidentes acusou Joseph Smith e a Igreja com fatos infundados. E acusando de  poligamia e argumentou apresentar a realidade de Joseph Smith, prometendo "mostrar provas de suas alegações em sucessivas edições". Em uma reunião do conselho da cidade de Nauvoo, Joseph Smith voltou a negar que a igreja ainda estava praticando a poligamia, mas não apresentou provas. Sobre a teoria de que o jornal não possuía provas contra os santos, o Conselho ordenou à Legião Nauvoo denunciar o jornal como uma perturbação da ordem pública.
Joseph Smith aceitou a decisão do Conselho. O jornal encerrou suas atividades e isso gerou tumultos em toda a cidade. Mesmo com a ordem de encerrar as atividades, várias publicações ainda foram feitas pelo jornal contra os Santos dos Últimos Dias, principalmente contra Joseph Smith. O movimento dissidente era liderado por Thomas C. Sharp, editor do Warsaw Signal. Preocupado de haver uma guerra, Joseph Smith mobilizou a Legião Nauvoo, em 18 de junho e declarou a lei marcial. Porém, Thomas Ford reapareceu e ameaçou formar um movimento ainda maior contra Joseph Smith, o Conselho e seus seguidores. Joseph e alguns dos membros para se protegerem viajaram através do rio Mississippi. No entanto, sob conselho de Emma Hale Smith, sua esposa, que temia que fossem mortos pelas turbas, e de outros santos, ele retornou a Nauvoo e se rendeu a Thomas Ford. Em 23 de junho, Joseph Smith e seu irmão, Hyrum, foram levados para a Cadeia de Carthage para serem julgados. A Família Smith permaneceu sob custódia, após a prisão de Joseph Smith Jr.
Joseph e Hyrum permaneceram na cadeia de Carthage, juntamente com outros santos dos últimos dias que também haviam sido presos por diversas acusações de fralde, nas quais confessou. No mesmo dia um grupo armado com os rostos pintados de preto invadiu a cadeia de Cartaghe e assassinaram Hyrum Smith com um tiro na face. Joseph Smith foi baleado e se jogou  pela  janela, e em seguida, assassinado. Hyrum Smith e Joseph Smith Jr. foram enterrados em Nauvoo.